# Bae Hyun-jin
Bae Hyun-jin (en Hangul : 배현진), née le 6 novembre 1983, est une journaliste de radiodiffusion et femme politique sud-coréenne. Avant de se lancer en politique, elle était responsable de l'antenne de Munhwa Broadcasting Corporation (MBC) basée à Séoul, en Corée du Sud.

## Biographie

### Formation
Bae Hyun-jin est diplômée du campus de Séoul de l'université des femmes de Sookmyung avec un diplôme en communication et en langue et littérature coréennes après avoir obtenu son diplôme du lycée Dongsan à Ansan, Gyeonggi-do, en Corée. Elle a remporté le deuxième prix au concours de discours Sookmyung et le prix de conférencière au concours de discours des étudiants universitaires en 2007 alors qu'elle était étudiante à l'université. Elle a également été une étudiante modèle de l'Université des femmes de Sookmyung au cours de sa vie scolaire.

### Carrière
Elle a été sélectionnée par MBC en novembre 2008 parmi 1 926 concurrents et a commencé à présenter les actualités pour le journal  télévisé de 17 h sur MBC News en 2009.
La carrière de Bae Hyun-jin chez MBC a débuté en novembre 2009, présentant les actualités tardives dans les programmes MBC News et des corrections d'erreurs en coréen dans le programme télévisé MBC "우리말 나들이" (« Sortie coréenne »). Elle a présenté des événements ponctuels tels que les Jeux asiatiques de Guangzhou en tant que présentatrice de nouvelles en 2010. Elle a également été MC pour le programme de débat MBC TV, 100 Minute Debate (100 분 토론) et le programme de radio MBC, World City Travels de Bae Hyun-jin (배현진 의 세계 도시 여행), qui présente des villes de renommée mondiale, en 2010. Elle apparaît parfois dans des programmes télévisés de divertissement tels que Three Wheels (세 바퀴) et Infinite Challenge (무한 도전). Depuis le 8 avril 2011, elle est la présentatrice principale avec Kwon Jae-hong pour MBC News Desk à la place de l'annonceur Lee Jung-min. Bien qu'elle ait eu une courte carrière en tant que présentatrice, elle a répondu calmement lorsque Kwon Jae-hong a brusquement quitté le plateau d'un soudain coup de tête au milieu d'un programme le 27 juillet 2011. En janvier 2024, elle a été agressée à l'arrière de la tête avec une pierre par un jeune de 15 ans dans la rue.

### Vie privée
Récemment, Bae Hyun-jin est apparue dans l'émission télévisée Infinite Challenge (무한 도전) en tant qu'invitée spéciale pour enseigner le coréen, et elle a dit qu'elle n'avait jamais eu de petit ami. Dans le zodiaque occidental, elle est un scorpion, et elle est un cochon selon le zodiaque chinois, qui est lié à sa naissance saju. Elle aime le yoga, la lecture et le baseball comme passe-temps.

## Mandats électoraux
| Élection                   | An   | Position                        | Affiliation à un parti      | Votes  | Pourcentage de votes | Résultats    |
| -------------------------- | ---- | ------------------------------- | --------------------------- | ------ | -------------------- | ------------ |
| Élections partielles       | 2018 | Membre de l'Assemblée nationale | Fête de la liberté en Corée | 32 126 | 29,64%               | Perdu (2ème) |
| 21e élections législatives | 2020 | Membre de l'Assemblée nationale | Parti du futur uni          | 72 072 | 50,46%               | Élue         |